# Maserati 5000 GT
De Maserati 5000 GT is een GT van het Italiaanse automerk Maserati. De wagen is een tweedeurs coupé, geproduceerd tussen 1959 en 1966. De 5000 GT werd ontworpen op verzoek van Mohammad Reza Pahlavi, de Sjah van Perzië. Er werden in totaal 34 exemplaren geproduceerd. 

## Geschiedenis
Na een succesvolle testrit met een 3500 GT in 1958 bood de Sjah van Perzië aan om de ontwikkeling van een exclusieve GT te financieren die het gebruiksgemak van de 3500 GT moest combineren met het vermogen van de 450S racewagen.
De V8-racemotor uit de 450S werd lichtelijk aangepast voor het gebruik op de openbare weg. De 5000 GT herbruikte veel componenten van de bestaande 3500 GT: Het chassis werd versterkt om het vermogen van de nieuwe V8-motor aan te kunnen en ook de assen en het remsysteem werden overgenomen.
De koetswerken van de 5000 GT werden geleverd door acht verschillende Italiaanse carrosseriebouwers: Touring (3), Pininfarina (1), Monterosa (2), Allemano (22), Ghia (1), Bertone (1), Michelotti (1) en Frua (3).
Het eerste exemplaar, met een carrosserie van Touring, werd onmiddellijk naar de Sjah van Perzië verscheept. Het tweede exemplaar werd aan het grote publiek getoond op het Autosalon van Turijn in 1959.
In 1960 kreeg de V8-motor een upgrade met brandstofinjectie, waardoor het vermogen toenam van 325 pk tot 340 pk, goed voor een topsnelheid van 270 km/u. De wagen kreeg bovendien een nieuwe manuele vijfbak transaxle van ZF (een versnellingsbak die samen met het differentieel tussen de achterwielen geplaatst is) en vier geventileerde schijfremmen.

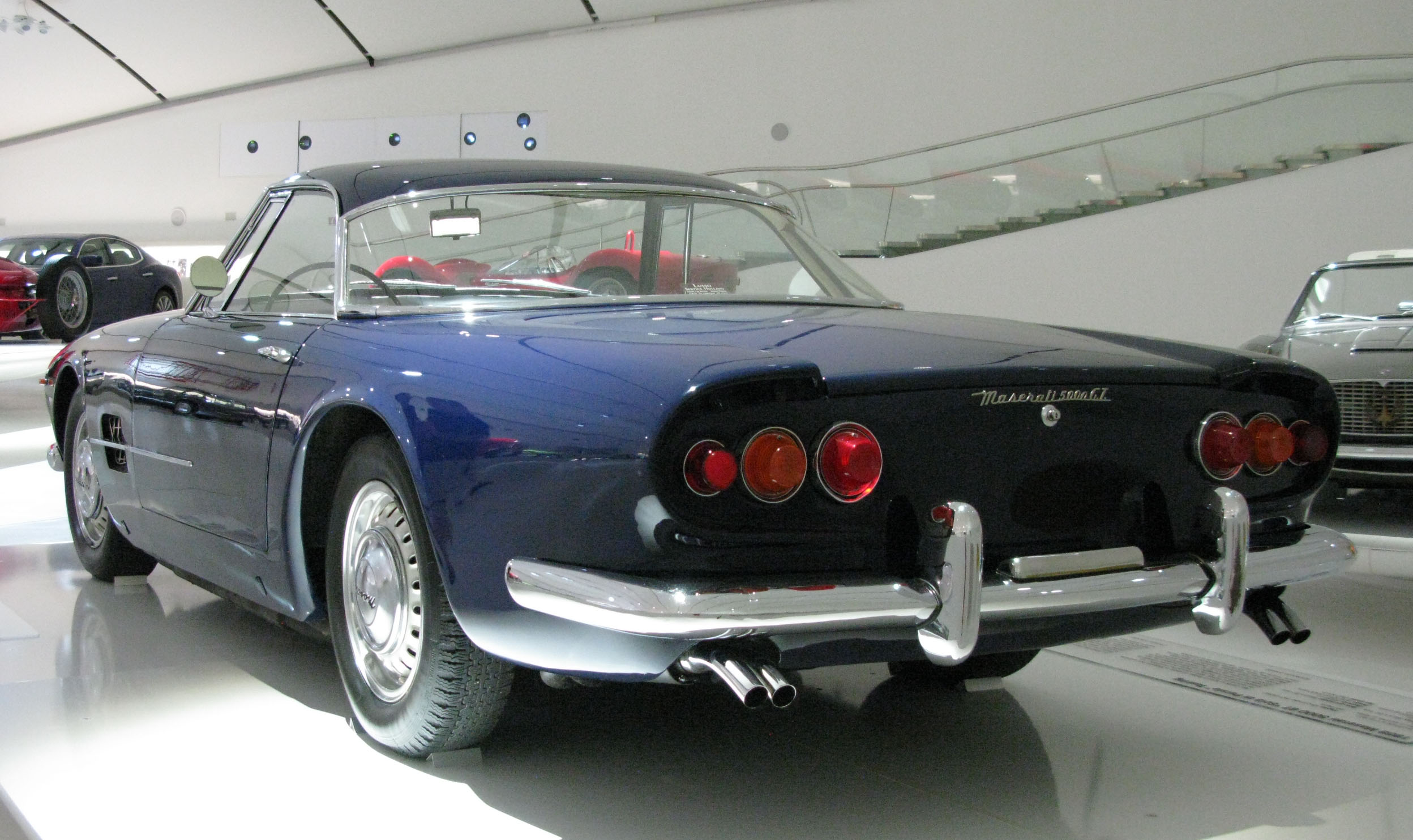
De eerste 5000 GT "Scià di Persia" (1959)
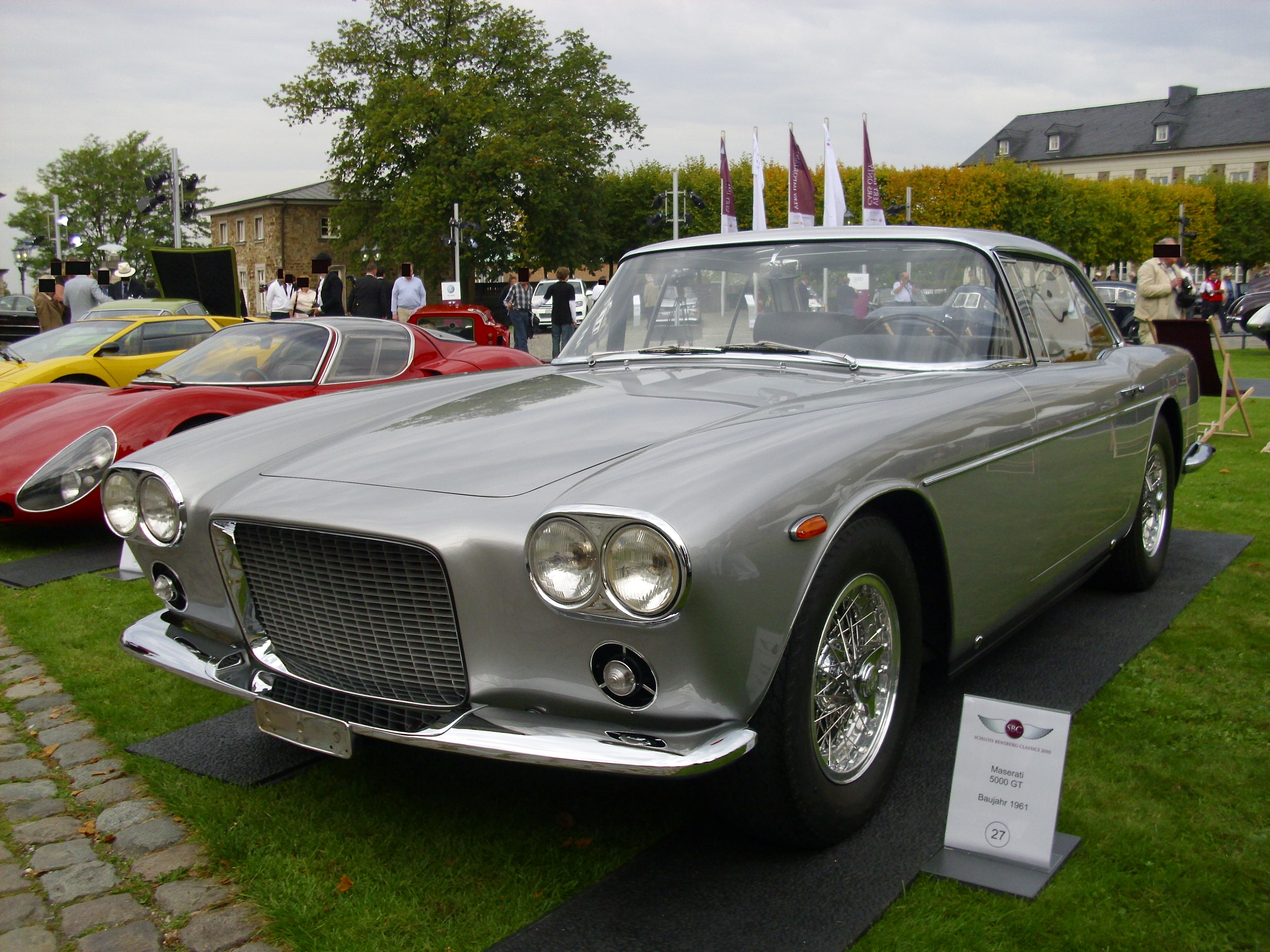
De enige 5000 GT Pininfarina (1961)
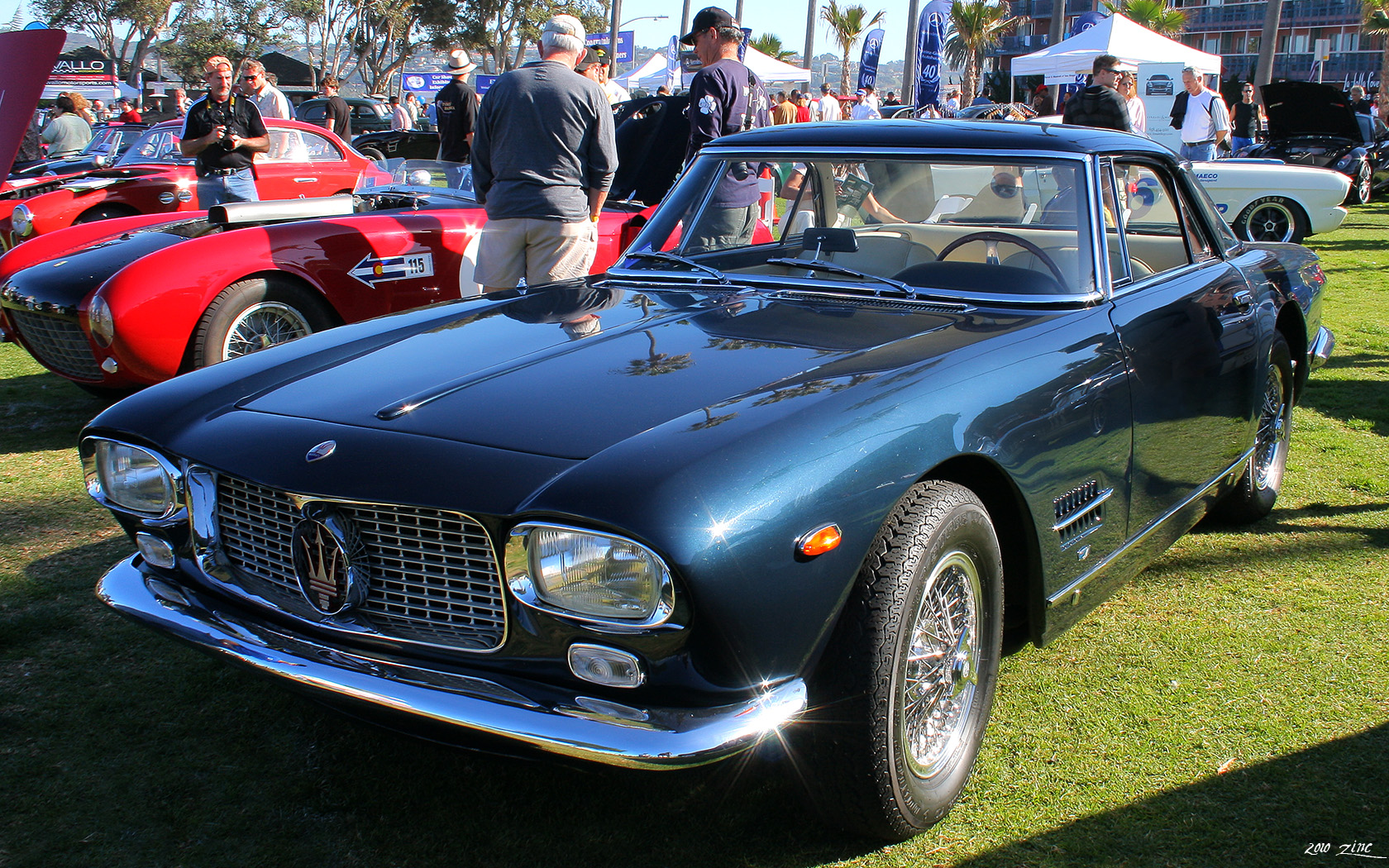
5000 GT Allemano (1962)
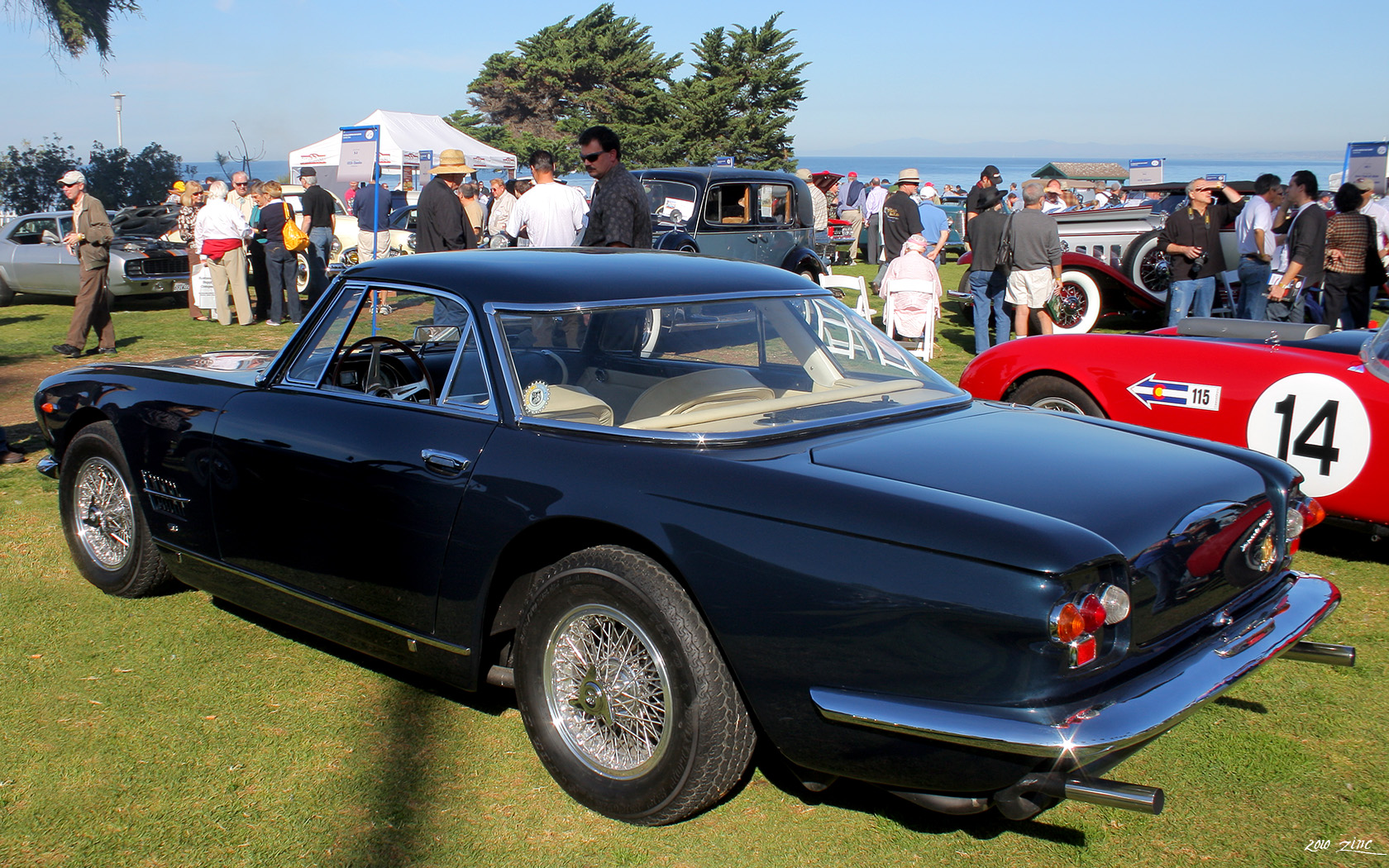
5000 GT Allemano (1962)

## Sciadipersia
In 2018 kondigde Touring de Sciadipersia aan, een hommage aan de 5000 GT gebaseerd op de GranTurismo. Er werden in totaal 25 exemplaren gebouwd (coupé en cabriolet).

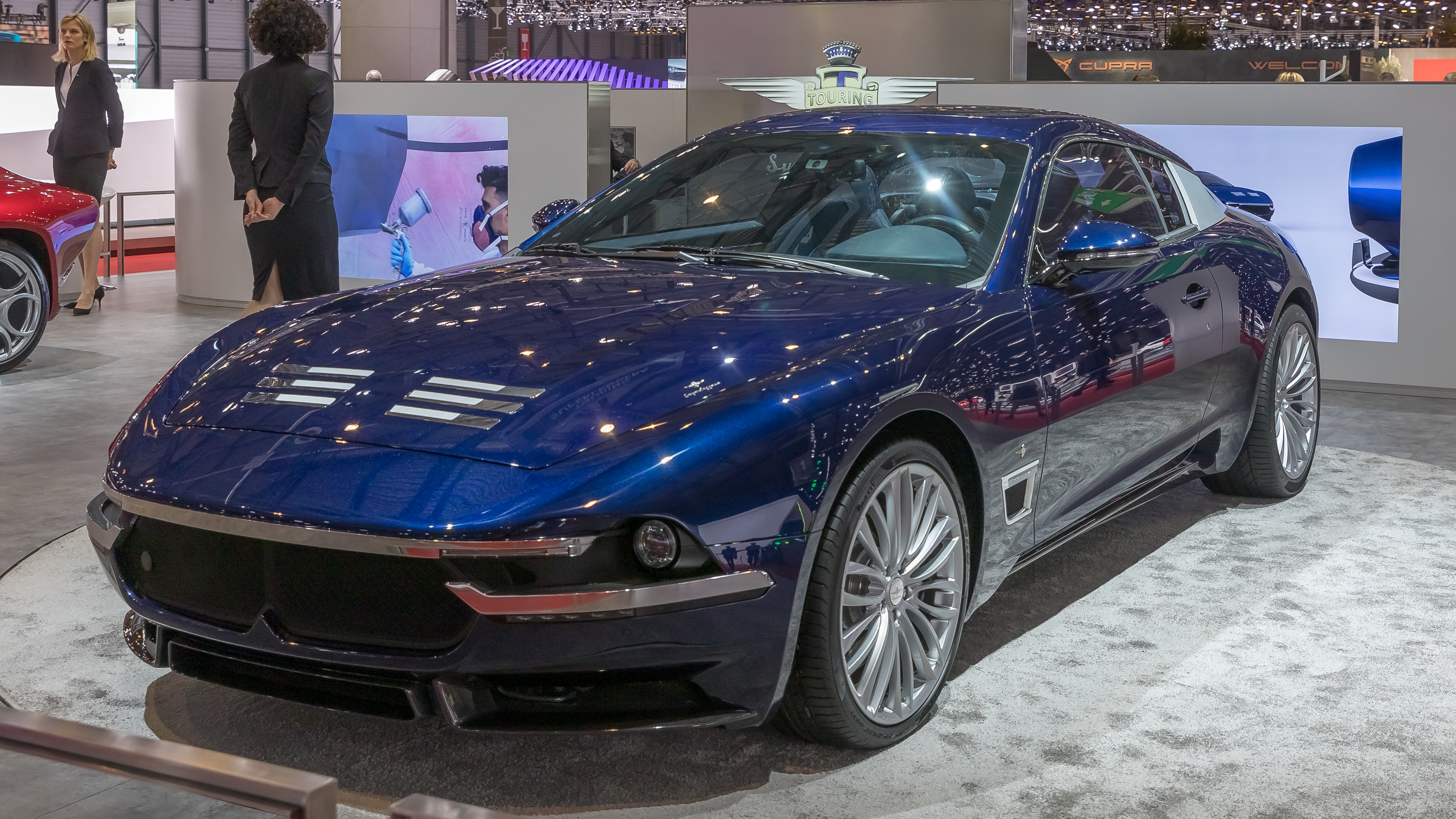
Sciadipersia coupé (2018)
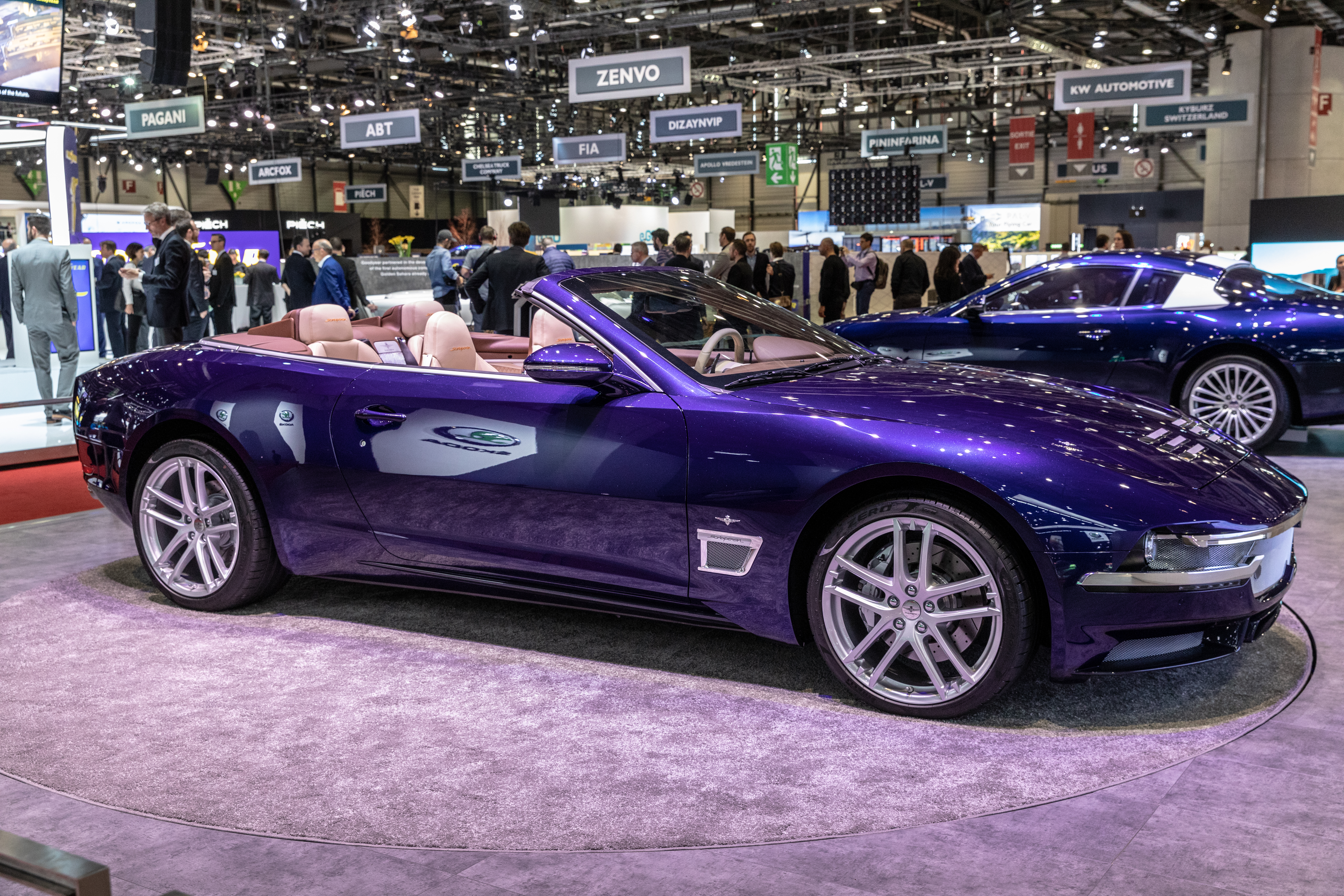
Sciadipersia cabrio (2019)